# Nihujärv
Nihujärv är en sjö i södra Estland. Den ligger i kommunen Hummuli vald i Valgamaa, 190 km söder om huvudstaden Tallinn. Nihujärv ligger 71 meter över havet. Dess storlek är 0,055 kvadratkilometer.
Inlandsklimat råder i trakten. Årsmedeltemperaturen i trakten är 3 °C. Den varmaste månaden är juli, då medeltemperaturen är 17 °C, och den kallaste är februari, med −10 °C.